# Adolf Martin Pleischl
Adolf Martin Pleischl (10. října 1787 – 31. července 1867) byl univerzitní profesor, chemik a lékař.

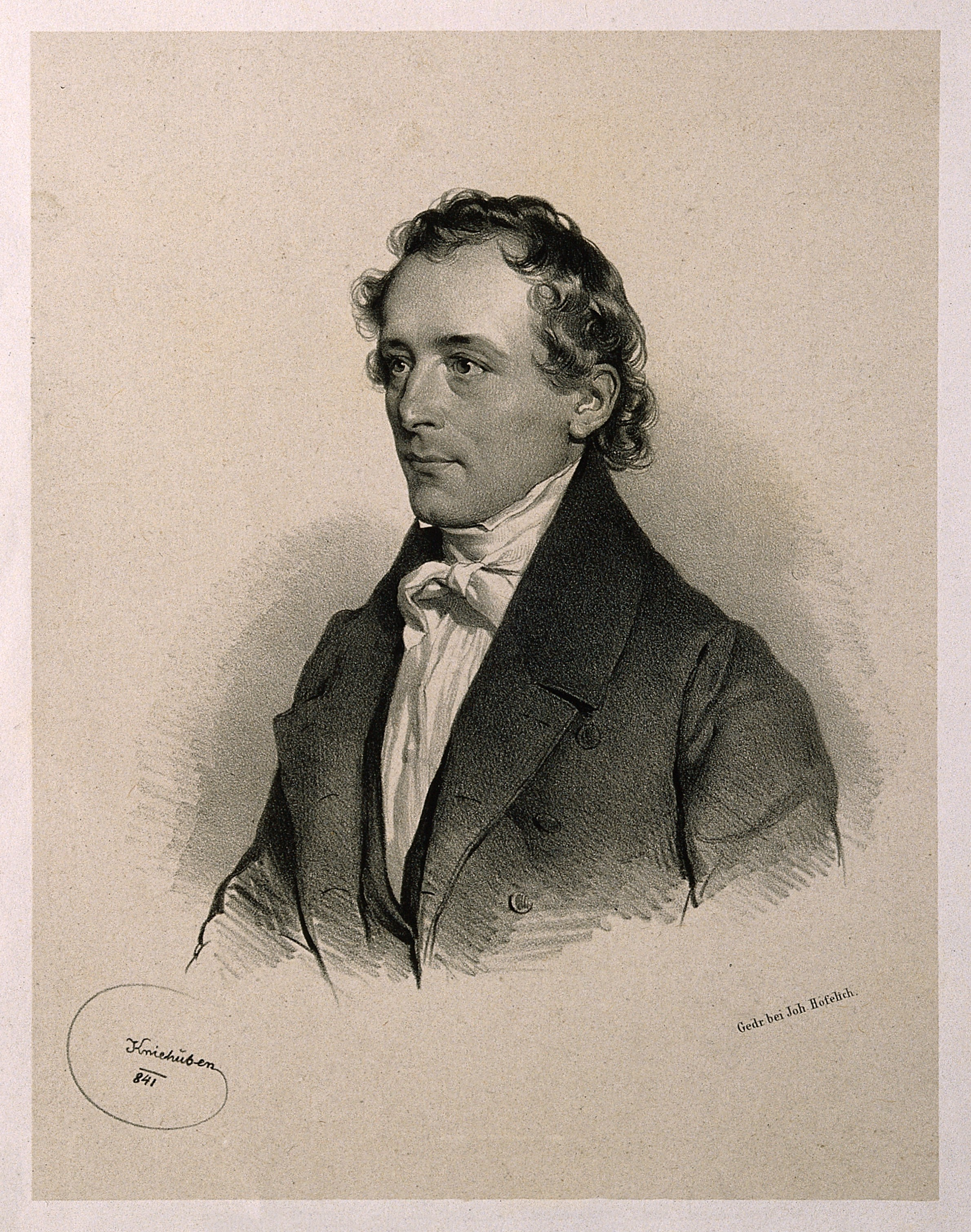
Adolf Martin Pleischl

## Život
A.M. Pleischl se narodil 10. října 1787 v Jenišově (německy Hossenreith, také Hossenreut) u Horní Plané (okres Český Krumlov). Po vystudování akademické střední školy v Praze začal v roce 1806 studovat na Pražské univerzitě filosofii a od roku 1809 i medicínu. Pleischl promoval v roce 1815. Prvé lékařské zkušenosti získal při ošetřování raněných v bitvách napoleonských válek, zajímal se však především o chemii. Stal se asistentem u profesora J. Freysmutha. Na stejné univerzitě byl od roku 1821 profesorem všeobecné a farmaceutické chemie. Zasloužil se o moderní výuku chemie nejen v Praze, ale i ve Vídni. V oblasti zkoumání a zkoušení léků spolupracoval i se stejně starým J. E. Purkyněm, který byl jeho studentem a s Johannem Opolzerem, který se stal jeho zetěm. V roce 1838, když se uvolnilo místo po profesoru Jacquinovi, byl povolán do Vídně, kde zastával místo profesora chirurgie do roku 1849. Za zásluhy mu byl v roce 1849 udělen Rytířský kříž řádu Františka Josefa. Po svém odchodu z fakulty Pleischl vybudoval továrnu na nádobí s jím vyvinutým zdravotně neškodným (neolovnatým) smaltem. Zemřel ve vesnici Dorf an der Enns v Dolním Rakousku 31. července 1867.
V roce 1882 byla na jeho, dnes již neexistujícím rodném domě (Jenišov čp. 12) odhalena pamětní deska.

## Dílo
A.M. Pleischl provedl první rozbor vody v Praze (podrobně zpracoval rozbor vody z Vltavy i pražských studní a zpracoval rozbor pražské půdy Dále zkoumal prameny v Brandýse nad Labem, Houštce, Smečnu, Radnicích a v Bylanech. Byl propagátorem lázeňské léčby v Karlových Varech, Mariánských Lázních, Františkových Lázních a Teplicích. Vynalezl zdravotně nezávadný nekovový smalt. Pleischlovo dílo překročilo hranice tehdejšího Rakouska – Uherska hlavně důrazem na ochranu vodních zdrojů.